# Осмозіс Джонс
«Осмозіс Джонс» (англ. Osmosis Jones) — американський анімаційно-ігровий фільм 2001 року. Ігрові кадри зняті братами Фарреллі, а анімаційний сегмент зрежисували Піт Крун та Том Сіто. У ролях: Білл Мюррей, Елена Франклін, Моллі Шеннон та Кріс Елліотт, анімаційних персонажів озвучили Кріс Рок, Лоренс Фішберн, Девід Гайд Пірс, Бренді Норвуд та Вільям Шетнер.
Фільм розповідає про антропоморфну білу кров'яну клітину, яка об'єднується з таблеткою від застуди, щоб захистити свого нездорового господаря від смертельного вірусу, яким він ненавмисно заразився.

## Сюжет
Френк ДеТорре — неохайний доглядач зоопарку в Род-Айленді. Він переживає смерть дружини Меґі, переїдаючи та нехтуючи елементарною гігієною, що дуже непокоїть його доньку Шейн. Усередині його тіла лейкоцит Осмозіс «Оззі» Джонс — надмірно завзятий офіцер «поліцейського департаменту Френка», центру реагування організму на тілесні загрози; спроби Оззі зловити мікробів часто спричиняють проблеми в організмі Френка і створили йому негативну репутацію та кличку «Мікробоборець»(Germinator).
Френк з'їдає варене яйце, вкрите слиною шимпанзе, через що в його організм потрапляє Тракс — смертельний вірус, відомий під назвою «червона смерть», — і запалює горло. Мер «міста Френк» Флегммінг змушує Френка випити таблетку від застуди. Оззі, на його превелике незадоволення, доручають допомагати пігулці, спеціальному агенту Дріксенолу «Дріксу» Дріксобензометафедрамину, у його розслідуванні. Дрікс приступає до дезінфекції горла, але випадково приховує докази прибуття Тракса, знайдені Осмозісом. Після вбивства ватажка мікробів поту Тракс очолює банду потових мікробів і бере в облогу слизову дамбу Френка, ледь не вбиваючи Оззі та Дрікса за допомогою нежиті. До того ж, Оззі стає свідком диверсії Тракса. У мерії, він намагається попередити Флегммінга про потенційну небезпеку, але його намагання зазнають невдачі. Проте через це, Дрікс вирішує залишитися з Джонсом, щоб здолати вірус. Оззі розповідає Дріксу, як одного разу він спричинив блювоту Френка на вчительку Шейна, місіс Бойд, на шкільному науковому ярмарку після того, як Френк з'їв устрицю, заражену мікробами, що призвело до звільнення Френка з попередньої роботи, а місіс Бойд подала на нього судову заборону; брат Френка Боб влаштував його на роботу в зоопарк, а Оззі відсторонили від роботи та розжалували до обов'язків патрульного у Френка в роті. Вислухавши історію Джонса, Дрікс каже, що того разу він вчинив правильно. Осмозіса це підбадьорює.
Оззі та Дрікс відвідують Чілла, вакцину від грипу та одного з інформаторів Оззі, який направляє їх до схованки Тракса у нічному клубі, що кишить мікробами у великому прищі на лобі Френка. Оззі працює під прикриттям і проникає в банду Тракса, де дізнається, що Тракс має намір замаскуватися під звичайну застуду і використати свої знання про ДНК, щоб убити Френка лихоманкою. Коли Оззі викривають, Дрікс приходить йому на допомогу, спричиняючи бійку, кульмінацією якої стає вибух прища. Гній з нього потрапляє на губи місіс Бойд під час зустрічі з Френком. У лімфовузлах-відділку героїв зустрічає вкрай незадоволений Флегммінг. Оззі та Дрікс пояснюють, проти кого вони билися і що очікувало б на Френка, якби вони нічого не робили. Джонс необережно ображає мера і Флегмінг закриває розслідування та звільняє Оззі з поліції, а Дріксу наказує покинути тіло Френка. Тим часом Френк готується до поїздки в Буффало, що викликає велике несхвалення Шейн.
Тракс вижив після вибуху прища і починає штурм гіпоталамуса самотужки, вбивши своїх поплічників. Оззі тим часом дивиться кіно. У гіпоталамусі викрадає ключовий нуклеотид, а потім викрадає секретарку Флегммінга, Лію Естроген. Дії Тракса виводять з ладу здатність організму регулювати температуру, і у Френка починає підвищуватися температура. Оззі дізнається що Тракс вижив і мчить повертати Дрікса, що йому вдається у сечовому міхурі. Дует починає переслідування Тракса, попри невпинно зростаючу температуру. З поліцейської рації вони дізнаються, що вірус рухається до язичка. Френку тим часом стає зовсім кепсько і його госпіталізують. У язичку Оззі та Дрікс б'ються з Траксом та звільняють Лію. Тракс змушує Френка чхнути за допомогою пилку і тікає з організму. Дрікс стріляє в Оззі навздогін, і вони з Траксом падають у рогівку Шейн. Під час битви вони потрапляють на одну з накладних вій Шейн. Оззі, здобувши ланцюжок з нуклеотидом, обманом змушує Тракса встромити руку в вію і тікає, але вона падає в склянку зі спиртом, вбиваючи Тракса. Джонс рятується в останній момент
Коли температура Френка перевищує 108 °F (42 °C), у нього зупиняється серце. На одній зі сліз Шейн, яка оплакує Френка, Оззі потрапляє назад до рота Френка з викраденим нуклеотидом, вчасно оживляючи його. Оззі знову повертається в поліцію і починає стосунки з Лією, Дрікс стає новим напарником Оззі, а Френк бере на себе зобов'язання вести здоровий спосіб життя. Флегммінг стає прибиральником у кишечнику і викидається з тіла Френка метеоризмом.

## Акторський склад

### Ігровий акторський склад
| Актор          | Роль                            |
| -------------- | ------------------------------- |
| Білл Мюррей    | Френк ДеТорре доглядач зоопарку |
| Елена Франклін | Шейн ДеТорре донька Френка      |
| Кріс Елліотт   | Боб ДеТорре брат Френка         |
| Моллі Шеннон   | місіс Бойд вчителька Шейн       |

### Голосовий акторський склад
| Актор           | Роль                                                       |
| --------------- | ---------------------------------------------------------- |
| Кріс Рок        | поліцейський Осмозіс «Оззі» Джонс біла кров'яна клітина,   |
| Лоренс Фішберн  | Тракс смертельний вірус                                    |
| Девід Гайд Пірс | Дрікс капсула від застуди                                  |
| Вільям Шетнер   | мер Флегммінг некомпетентний і корумпований мер міста      |
| Бренді Норвуд   | Лія Естроген секретарка Флегммінга і любовний інтерес Оззі |
| Рон Говард      | Том Колонік суперник Флегммінга на виборах мера            |
| Джоел Сілвер    | Шеф поліції бос Оззі                                       |
| Девід Оссман    | Сверблячка кримінальний авторитет-мікроб                   |

## Український Озвучення
Це український озвучувач Осмосіса Джонса. Раніше серіал транслювався на Новому каналі.
| Актор               | Роль                |
| ------------------- | ------------------- |
| Олександр Погребняк | Усі чоловічі голоси |
| Марина Локтіонова   | Усі жіночі голоси   |

## Виробництво
Згідно з контрактом, брати Фарреллі зазначені як головні режисери фільму, хоча вони не керували анімаційною частиною фільму. Вілл Сміт був зацікавлений у ролі Оззі, але врешті-решт його графік не дозволив йому це зробити.
Основні зйомки ігрових сцен відбувалися з 2 квітня по 19 червня 2000 року в Плімуті, штат Массачусетс.

## Випуск
Світова прем'єра відбулася 7 серпня 2001 року в Grauman's Egyptian Theatre, а 10 серпня 2001 року фільм вийшов у широкий прокат у 2 305 кінотеатрах по всьому світу. Фільм зібрав 14 млн. доларів.

## Відгуки
На сайті Rotten Tomatoes «Осмозіс Джонс» має рейтинг схвалення 55% на основі 112 рецензій із середньою оцінкою 5,5/10. Критичний консенсус звучить так: «Анімаційна частина “Осмозісу” швидка і весела, а от жива частина — млява». На Metacritic фільм має середньозважену оцінку 57 балів зі 100, що базується на відгуках 28 критиків. Глядачі, опитані CinemaScore, поставили фільму середню оцінку «B-» за шкалою від A+ до F.

## Мультсеріал
«Оззі та Дрікс» — анімаційний серіал, який слугує продовженням фільму, з Філом ЛаМарром та Джеффом Беннеттом у головних ролях. Транслювався на каналі Kids' WB протягом двох сезонів та 26 епізодів з 14 вересня 2002 року по 5 липня 2004 року.